# Боян
Боян, Янь, Іоанн (1016–1106) — поет-співець Русі, відомий за згадкою в «Слові о полку Ігоревім», де його ім'я зустрічається сім разів. Ім'я Бояна виявлено також в одному з написів у Софійському соборі в Києві. Існує гіпотеза, що під іменем «Янь» він згадується у «Повісті врем'яних літ», «Києво-печерський патерик» називає його Іоанном Боян, без сумніву, власна назва. Хоча ім'я Боян справді існувало на Русі, багато дослідників вважали, що в цьому випадку це піднесений до власного імені загальний іменник «баян» (від «баяти»), що означало співця, тобто рівнозначний за значенням словам «скальд», «бард».

## Ким був віщий Боян

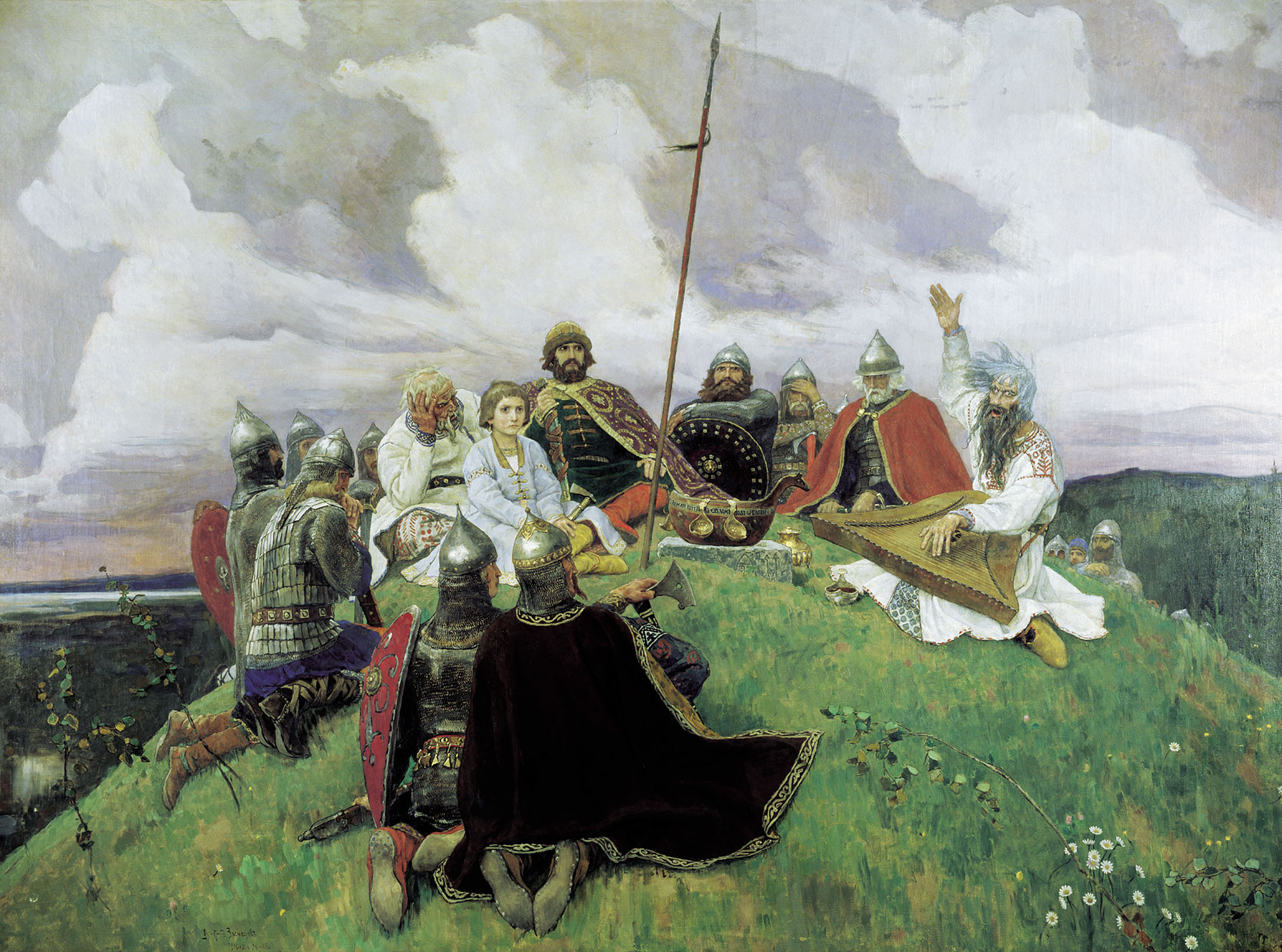
«Баян» (В. М. Васнєцов, 1910)

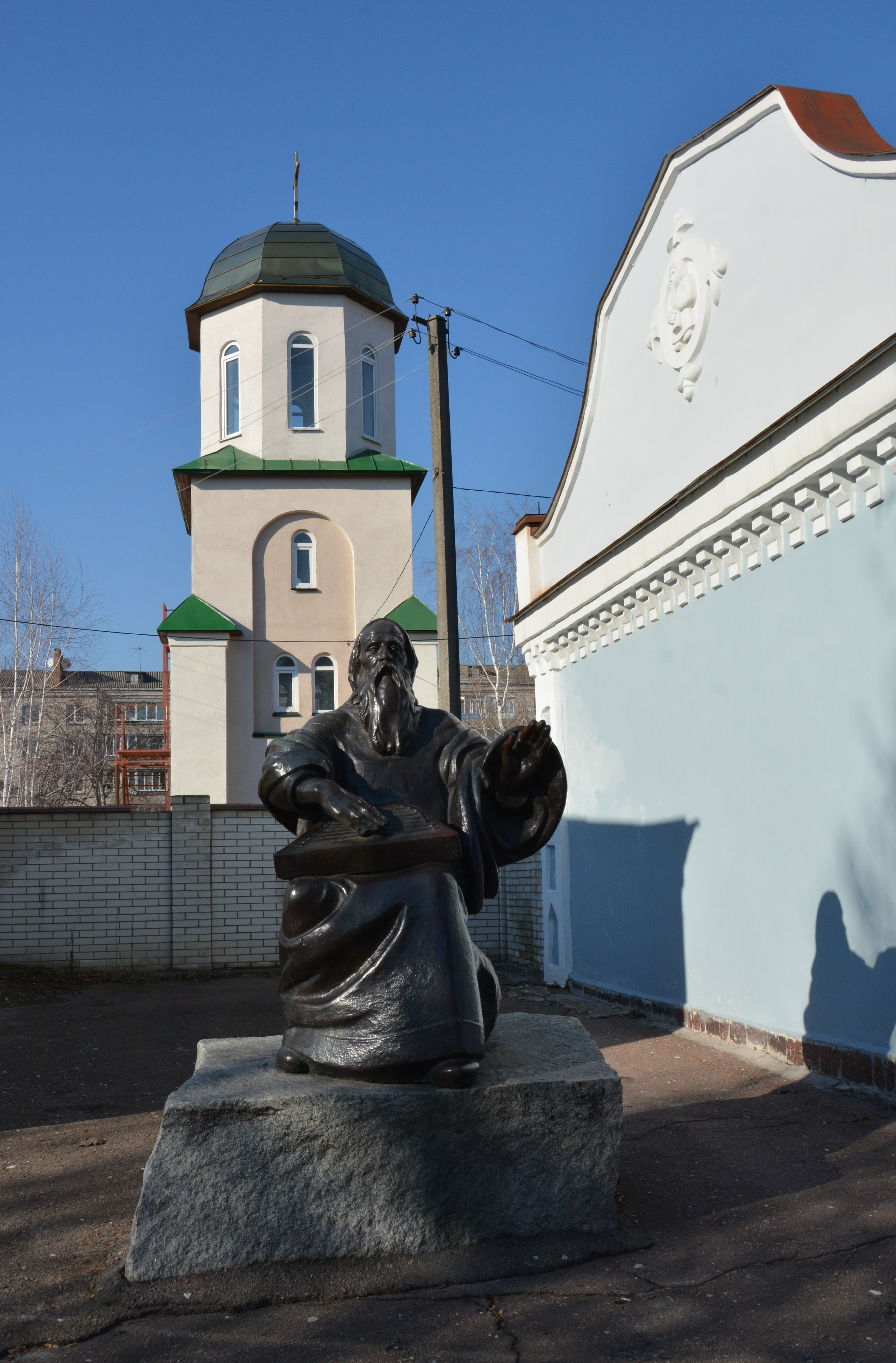
Пам'ятник Бояну у Переяславі

Пам'ятник Бояну, м. Черкаси

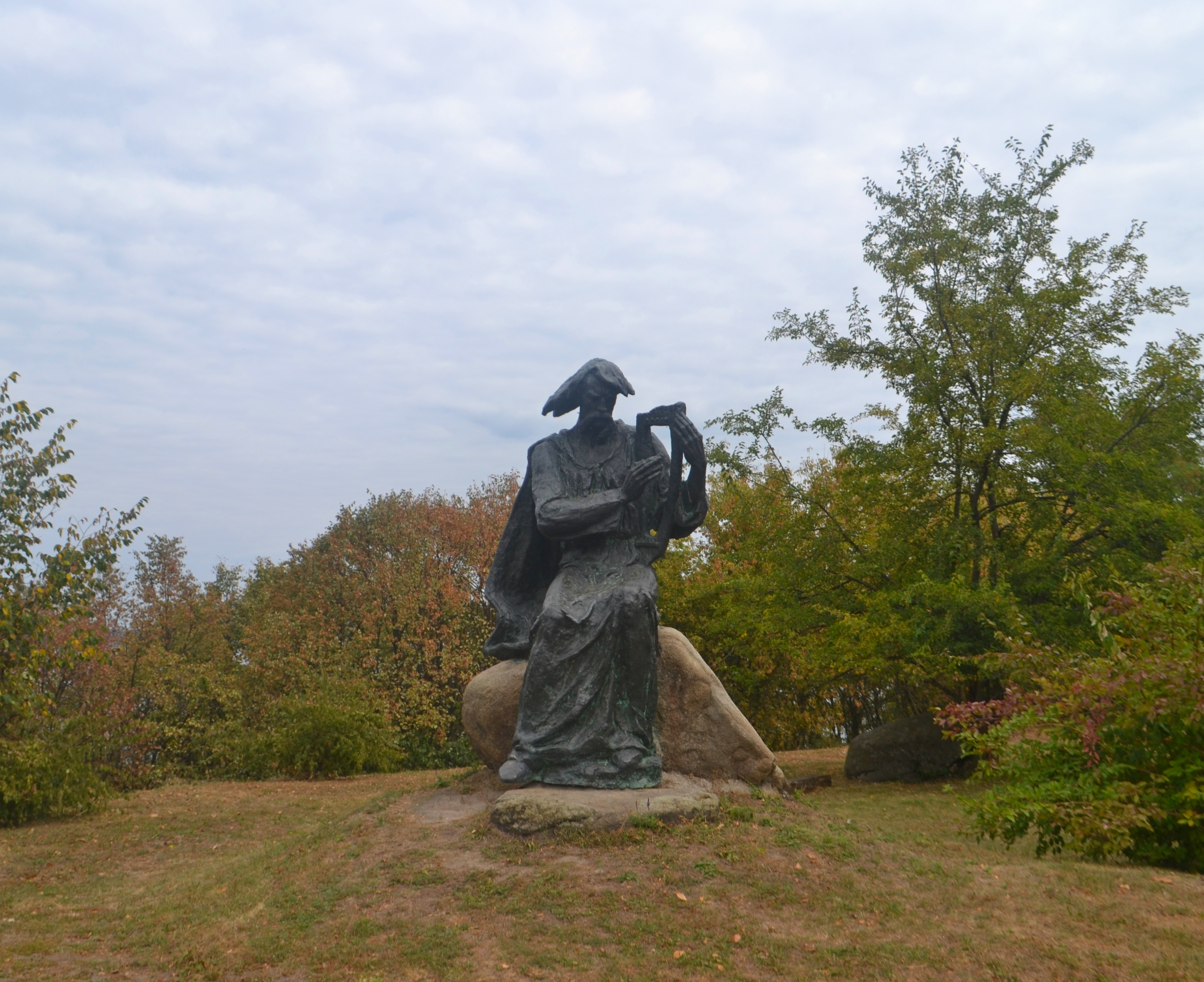
Пам'ятник Бояну в селі Балико-Щучинка (на місці літописного міста Чучин)

Сказане про Бояна автором «Слова о полку Ігоревім» дозволяє скласти досі не ясне уявлення про нього. На думку багатьох дослідників, Боян — князівський, придворний співак, що жив у XI — поч. XII ст. й пов'язаний із чернігово-тмутороканськими князями. Ця думка ґрунтується на вказівці в «Слові о полку Ігоревім» імен тих князів, яким складав свої хвалебні пісні Боян. Він співав славу «старому Ярославу, храброму Мстиславу, іже заріза Редедю перед полки касожьскими, красному Романові Святславличю». Крім того, автор «Слова» наводить дві приспівки Бояна, одна з яких була проспівана на адресу Всеслава Полоцького, а друга дружині Олега Святославича. У «Слові» вказується також, що Боян був піснетворцем Святослава Ярославича.
Аналізуючи ці звістки, Б. О. Рибаков дійшов висновку, що Боян спочатку був пов'язаний з чернігівським і тмутороканським князем Мстиславом Хоробрим, потім із великим князем київським Ярославом, до якого перейшли чернігівське та тмутороканське володіння померлого бездітним Мстислава, потім із сином Ярослава — Святославом, і, нарешті, із синами останнього — Романом і Олегом.

На думку Рибакова, «гуслі Бояна» звучали ще до 1036 року (рік смерті Мстислава) і продовжували рокотати слави князям аж до 1083 (рік повернення Олегом Тмуторокані). На думку інших дослідників, Боян діяв принаймні до 1101 — року смерті Всеслава Полоцького. Саме з приводу смерті останнього, як вважають дослідники, Боян склав приспівку про те, що
…ні хитру, ні горазду… суда божія (тобто смерті) не минути.
Таким чином, виходить, що Боян, уже як досвідчений поет-співець, співав більш ніж 80 років, що навряд чи можливо.

Здається, варто з більшою довірою поставитися до прямої вказівки автора «Слова», що Боян був князівським співаком Святослава, який воспівав, зокрема, і старий (тобто минулий) час Ярослава:
Рік Боян і Ходина, Святславля піснотворця старого времені Ярославля…
Як придворний співець Святослава, Боян оспівував не тільки його самого, а й батька Святослава — Ярослава, і синів Святослава — Романа й Олега, а також й інших князів цього роду. Очевидно, творчість Бояна не обмежувалося оспівуванням чернігово-тмутороканських князів, про що свідчить, зокрема, приспівка з приводу Всеслава Полоцького.
Фраза «Боян бо віщий, аще кому хотяше піснь творити, то растекашется мислію по древу, сірим волком по земли, шизим орлом под облаки», на думку деяких дослідників, висловлює уявлення про Бояна як людину, що володіє, подібно шаманові, надприродною силою, здатністю перевертництва, до подорожі по трьох сферах космосу: по небу — в образі орла, по землі в образі вовка, по з'єднуючому їх світовому древу в образі білки (мисі). Таке тлумачення даної фрази підтверджується тим, що віршована імпровізація в стародавності сприймалася як магічний обряд, що супроводжується містичними перетвореннями. Правда, далі автор «Слова» дає зрозуміти, що не поділяє уявлення про містичний характер творчості Бояна.
З «Слова» ясно також, що Боян, як і скальди, що продовжували традиції поганських співців, співав щось цілком визначене, однозначне за змістом: або славу, або огуду, керуючись своїм «замисленням», тобто задумом, не прагнучи при цьому неодмінно додержуватися історичної правди. Міркуючи про те, як би проспівав Боян про похід Ігоря, автор «Слова» складає «під Бояна» дві пісні: одна з них — огуда, у якій полки Ігоря порівнюються з чередами галок, що біжать на свою погибель через поля широкі до Дону, а друга — слава, що «віщий» Боян, усемогутній «Велесов онук», зміг би проспівати Ігорю, незважаючи на його поразку.
З погляду жанру твори Бояна були, цілком ймовірно, ліро-епічними піснями, що містять не розповідь про подію, а ліричний відгук на нього, оцінку цієї події, прославляння або осуд учасників цієї події. Пісні Бояна не можна зараховувати до усної народної творчості. У стадіально-типологічному відношенні їх можна зіставляти з творчістю скальдів, а також із творчістю давньоірландських філів, кельтських бардів та ін.
Однак з погляду поетики пісні Бояна навряд чи можна зіставляти з піснями скальдів, для яких характерні суворе слідування схемі, ускладнена образність, зокрема численні перифрази-кеннінґи, «темний» стиль. Як можна судити по двох приспівках Бояна, наведеним у «Слові», і двох фрагментах, складених автором «Слова» «під Бояна», останній використовував у своїй творчості традиційні образотворчі засоби руської поезії, у тому числі й народної. Характеристикою стилю пісень-прославлень Бояна може служити друга пісня «під Бояна», особливо похвала курянам-кметям з її бравурністю, швидким, енергійним ритмом й, імовірно, стійкими, трафаретними висловами дружинної поезії.
Таким чином, можна говорити про Бояна як про представника дружинної поезії з її тематичною заданістю й однозначністю (або слава, або огуда), суб'єктивним відображенням подій, трафаретністю й афористичністю висловлювань, бравурністю пісень-прославлень, зі змінним ритмом.
Автор «Слова о полку Ігоревім» наводить дві приспівки Бояна, що мають характер афоризмів. Одна з них, наведена вище, була вимовлена на адресу Всеслава Полоцького, а друга була звернена до дружини Олега Святославича, тмутороканського «кагана»: «Тяжко ти голови кроме плечю; зло ти тілу кроме голови».

## Гіпотеза Вельтмана— Чепи
Деякі дослідники вважають що в «Слові» є, крім того, приховані цитати з пісень Бояна. Однак немає ніяких підстав приписувати Бояну що-небудь із тексту «Слова», крім двох фрагментів, атрибутованих йому автором «Слова». Якщо прийняти гіпотезу Вельтмана — Чепи, що Боян і літописний Ян одна й та сама особа, то застосувавши процедури контент-аналізу до тексту «Повісті врем'яних літ», можна визначити, які слова Яня були вписані у літописець, про що сказано у літописній статті під 1106 роком. За попередніми підрахунками, атрибутовано 37 фрагментів тексту, які записані з вуст Яня.

Для прикладу наведемо фрагмент, умовно названий «Слава книжній мудрості»:
Велика бо польза бывает человѣку отъ учения книжнаго; и книгами бо кажеми и учими, есми пути покаянию, и мудрость бо обрѣтаеми вздержание отъ словес книжных; се бо суть рекы напаяющи вселенную всю, се суть исходяща мудрости; книгамъ бо есть неищетная глубина, сими бо есми в печали утѣшаемы есмы, си суть узда въздеръжанию. Мудрость бо велика есть, яко бо и Соломон хваляше ю глаголаше…
Бачимо, що частка «БО» у цьому невеликому фрагменті повторюється 8 разів. Це трактується як характерна ознака мовця, через яку останній (Ян) міг отримати у своєму мовному середовищі прізвисько «бо Ян».
На думку М.-Л.Чепи, майже 35 % текстів Нестора-літописця записано зі слів Яня (Бояна). Серед них:
1. Історія про трьох братів Кия, Щека і Хорива та сестру їхню Либідь, розселення слов'янських племен.
2. Історія про запровадження грамоти в русі.
3. Історія про смерть Олега від коня.
4. Історія про смерть князя Ігоря і сватання до Ольги древлянського князя Мала.
5. Пісня на честь княгині Ольги та її сина Святослава.
6. Посмертна слава Ользі.
7. Історія підписання Святославом договору у 971 р.; про смерть Святослава від рук печенігів.
8. Історія про «ненаситного у блуді» князя Володимира.
9. Історія про принесення Володимиром у жертву варяга-християнина.
10. Історія про вибір віри князем Володимиром.
11. Роз'яснення триєдності Бога.
12. Слово про те, як Володимир почав забирати дітей у «нарочитих мужів своїх» і віддавати їх на навчання книжне.
13. Пісня про перемогу Кожум'яки над печенігом.
14. Похвальна пісня Володимиру Великому.
15. Історія про військову хитрість, якою врятувались білогородці, коли їх місто обложили печеніги.
16. Про смерть Володимира та загибель його дітей Бориса і Гліба.
17. Про вбивство Святослава Володимировича.
18. Пісня Мстиславу, що зарізав Редедю перед полками косожськими.
19. Пісні Ярославу і книжній мудрості.
20. Про Всеслава.
21. Про те, чому Варлаама виведено з ігуменства Печерського князем Ізяславом.
22. Слово про знамення, які не на добро бувають.
23. Слово про половців, яких Бог наслав на Руську землю за гріхи її.
24. Увіщування, щоб не на словах називатись християнами, живучи по-поганськи.
25. Слово про Хрест Чесний.
26. Слово рол волхвів, волхвування і Яневу боротьбу з білоозерськими волхвами.
27. Слово про смерть Феодосія, ігумена Печерського.
28. Слово про чорноризців, якими управляв ігумен Стефан.
29. Слово про Ісакія, який був спочатку обдурений бісами, але з допомогою Ісуса Христа і молитвами Феодосія переміг їх.
30. Слова німців на похваляння Святослава Ярославовича золотом і сріблом.
31. Пісня любові.
32. Про смерть митрополита Іоанна і прихід його наступника, скопця.
33. Слово про Яневу дружину Марію.
34. Слово про битву на ріці Стугні 1093 року.
35. Слово про битву на Желяні і наступні біди, які пережив руський люд.
36. Про осквернення половцями могил Феодосія і Марії, дружини Яневої, та про походження половців.
37. Слово про мир на Желяні 1097 року[9][10].